# Barleria buxifolia
Barleria buxifolia är en akantusväxtart som beskrevs av Carl von Linné. Barleria buxifolia ingår i släktet Barleria och familjen akantusväxter. Utöver nominatformen finns också underarten B. b. mysorensis.